# Kościół Wniebowzięcia Najświętszej Maryi Panny oraz św. Cyryla i Metodego w Kyjovie
Kościół Wniebowzięcia Najświętszej Maryi Panny oraz św. Cyryla i Metodego w Kyjovie (czes. Kostel Nanebevzetí Panny Marie a svatého Cyrila a Metoděje) – rzymskokatolicki kościół parafialny zlokalizowany w Kyjovie w kraju południowomorawskim (Czechy), na Masarykově náměstí (rynku miejskim).

## Historia i architektura

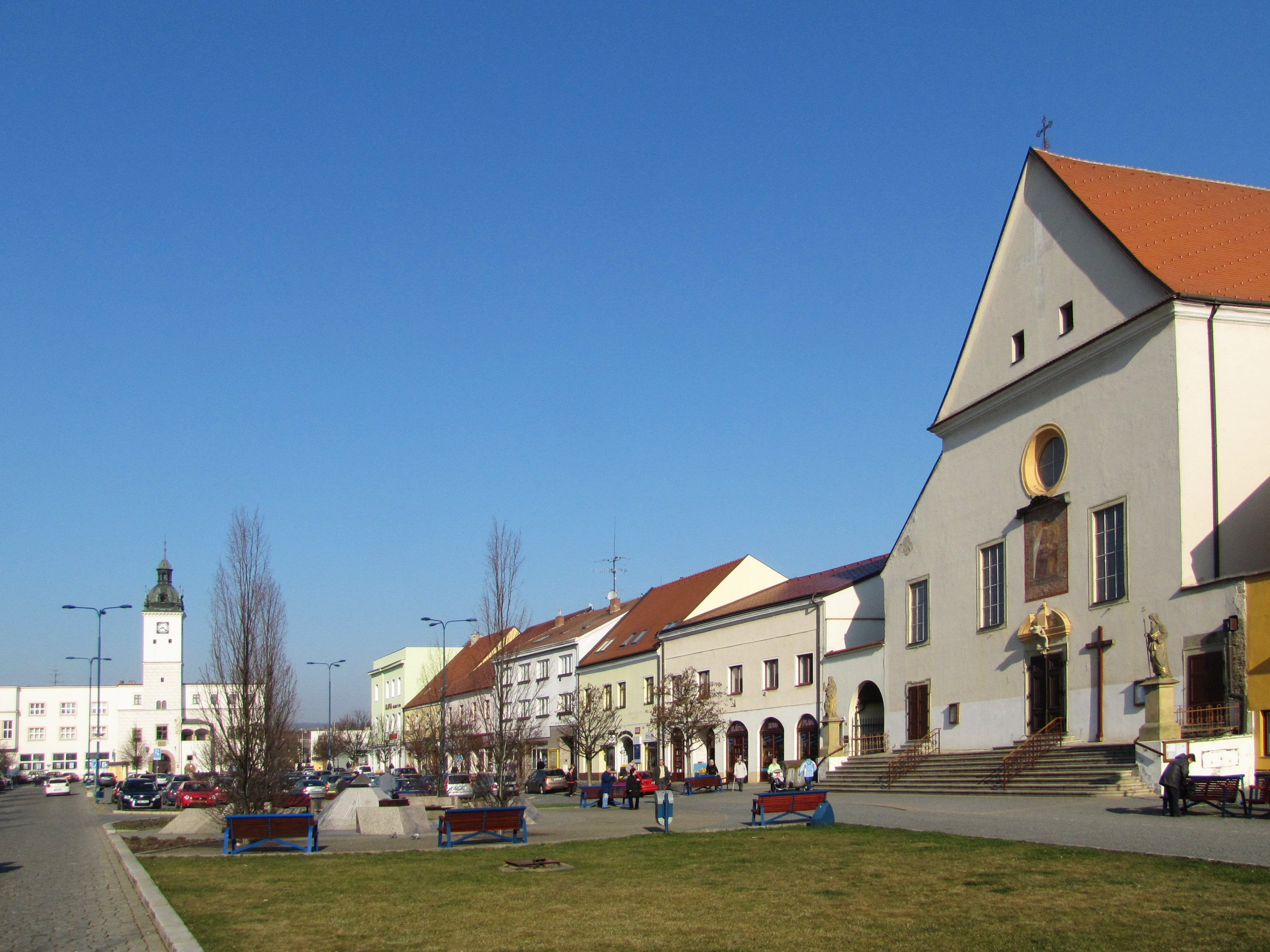
Widok wraz z otoczeniem

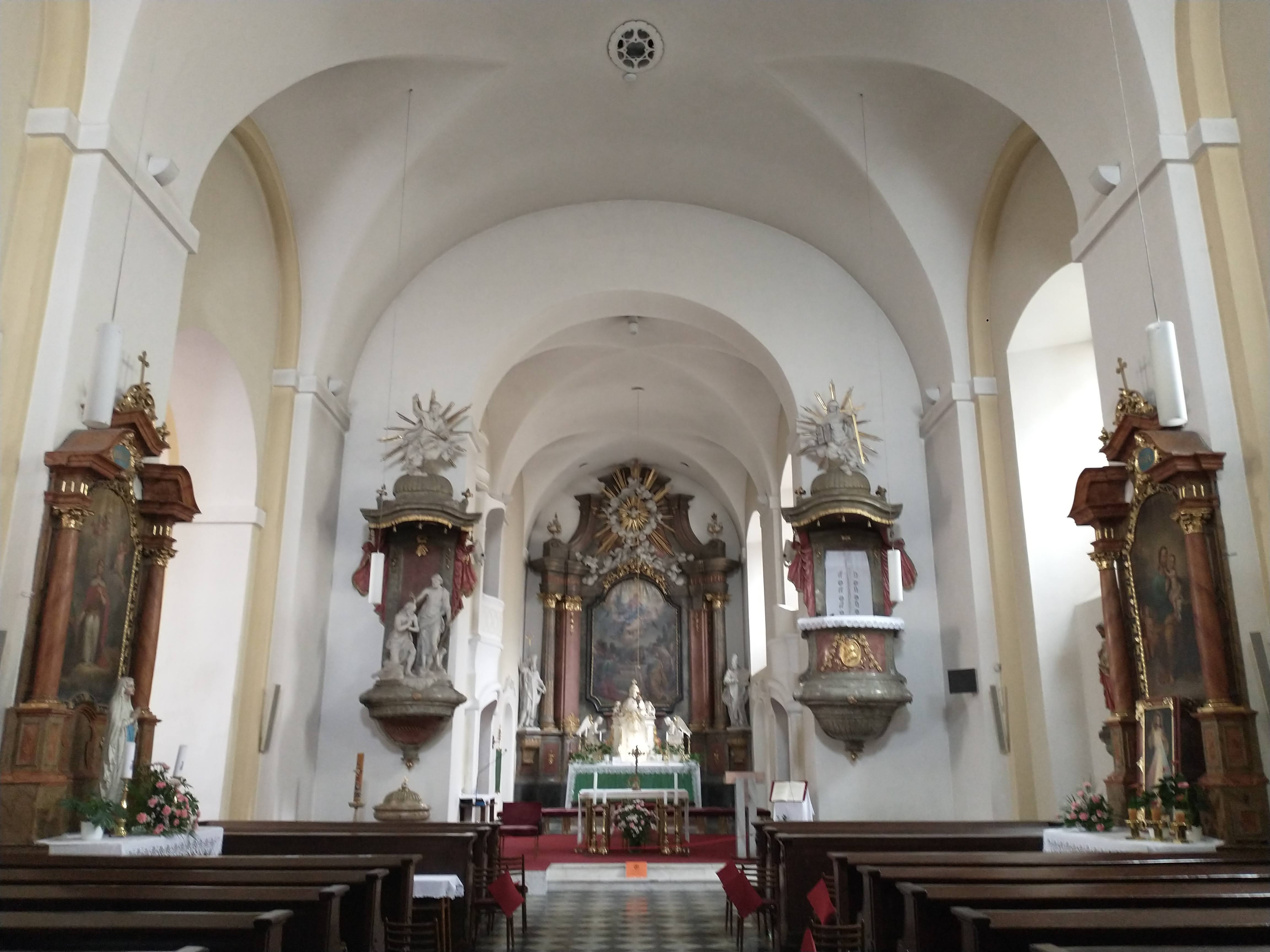
Wnętrze

Historia klasztoru i kościoła kapucynów w Kyjowie rozpoczyna się w 1626, kiedy cesarz Ferdynand II, za wstawiennictwem kardynała Franza von Dietrichsteina, przekazał miastu posiadłość należącą wcześniej do mieszczanina, Jiříego Pogrelo. Nieruchomość ta została skonfiskowana właścicielowi z powodu jego zaangażowania w wydarzenia związane z bitwą na Białej Górze. Na tej działce, po północnej stronie placu, planowano wzniesienie kościoła Najświętszej Maryi Panny oraz św. Cyryla i Metodego, patronów Moraw. Budowę rozpoczęto dopiero na początku XVIII wieku, głównie dzięki inicjatywie Edmunda Antonína Wendorfa, zięcia ówczesnego burmistrza miasta Daniela Polanskiego. W 1707 dwóch kapucynów z klasztoru w Vyškovie odwiedziło Kyjov, zbierając fundusze na budowę klasztoru. Cztery lata wcześniej ksiądz Wendorf rozważał możliwość wzniesienia nowego klasztoru kapucynów, co jego zdaniem miało zwiększyć prestiż miasta. Propozycja ta została przedstawiona radzie miejskiej i przyjęta pozytywnie. Zgoda Ministra Generalnego Zakonu Kapucynów w Rzymie została udzielona 26 maja 1709, a  cztery dni później projekt zatwierdził cesarz Józef I. Inicjatywa napotkała opór ze strony konsystorza ołomunieckiego, który domagał się zapewnienia, że obecność kapucynów w Kyjowie nie będzie powodować nadmiernego obciążenia dla mieszkańców, związanego m.in. z jałmużną ani nie naruszy pozycji lokalnego proboszcza. W rezultacie tego klasztor kapucynów powstał jako instytucja mogąca pomieścić maksymalnie dwunastu zakonników.
Pierwsi kapucyni przybyli do miasta 19 października 1710, jednak oficjalne pozwolenie na budowę klasztoru i kościoła uzyskano dopiero 20 października 1712. Budowę rozpoczęto od wzniesienia baraku i tymczasowej kaplicy. Kamień węgielny został poświęcony i wmurowany 15 maja 1713. Wysoki poziom wód gruntowych uniemożliwił budowę normalnej krypty, co wymusiło podniesienie konstrukcji kościoła powyżej poziomu rynku. W pracach budowlanych uczestniczyli zarówno miejscowi, jak i przybyli kapucyni. Projekt przygotował P. Šebestián ze Śląska w 1712. W pracach uczestniczył też Jan Chrzciciel, zakonny architekt i rzeźbiarz, odpowiedzialny za inne realizacje kapucyńskie (np. rozbudowa klasztoru w Moście oraz kaplicy św. Anny w Mnichově Hradiště).
Pierwszym przełożonym klasztoru był w latach 1710–1714 ojciec Krescenc z Roudnic. W 1715 funkcję tę objął ojciec Theodorich z Litomierzyc, który jednocześnie stał się też pierwszym oficjalnym gwardianem. Budowę klasztoru, która trwała przez wiele lat z powodu ograniczonych funduszy, udało się przyspieszyć dzięki darowiźnie hrabiny Anny Antoniny Czoborovej, córki Jana Adama Ondřeja z Liechtensteinów. 30.000 złotych monet pierwotnie miało być przeznaczone na budowę klasztoru kapucynów na rodowych ziemiach Liechtensteinów. Kościół klasztorny został ukończony 3 kwietnia 1720. Nad głównym portalem wejściowym umieszczono z wdzięczności za donację herb rodziny Liechtensteinów. Poświęcenia świątyni dokonał biskup ołomuniecki František Julián Braida 17 października 1723. Łączny koszt budowy kościoła i klasztoru w latach 1716–1723 wyniósł 27.900 guldenów i 9 krajcarów.
Główna fasada kościoła kapucynów jest symetrycznie podzielona i ma wejście na osi nawy głównej. Drzwi są zwieńczone łukowatym frontonem z herbem Liechtensteinów. Nad wejściem znajduje się prostokątne malowidło ścienne autorstwa Jana Köhlera (1910). Przedstawia ono Madonnę Miłosierną z Dzieciątkiem Jezus. Malowidło to ukończył w 1928 Antonín Sychra (restauracje w 1955 i 1973). Styl dekoracji wnętrza jest zbliżony do innych świątyń kapucyńskich, takich jak np. Kościół Trójcy Świętej w Kolonii czy św. Antoniego Padewskiego w Sokolovie. Autorem pierwszego ołtarza głównego był Franz Anton Maulbertsch, austriacki malarz barokowy i miedziorytnik. Obecnie dominantą wnętrza jest ołtarz główny z 1880 z monumentalnym obrazem Wniebowzięcia Najświętszej Marii Panny autorstwa Józefa Schweigla i dekoracją sztukatorską Ondřeja Schweigla.
Znajdują się tu także posągi przedstawiające świętych Cyryla i Metodego. Najstarszym zabytkiem kościoła jest wolnostojąca rzeźba przedstawiająca Madonnę z Dzieciątkiem z około 1500 roku, prawdopodobnie pochodząca z pierwotnego kościoła. Interesująca jest także Pietà, która jest barokową repliką dzieła późnogotyckiego.
Klasztor zlikwidowano w 1784, a kościół erygowano później jako parafialny. Jednocześnie maryjne wezwanie zostało przedłużone o imiona świętych. W 1967 świątynię uznano za narodowy zabytek kultury.